# ISO/IEC 8859-13
ISO/IEC 8859-13:1998(Information technology — 8-bit single-byte coded graphic character sets — Part 13: Latin alphabet No. 7)은 ASCII 기반 표준 문자 인코딩의 ISO/IEC 8859 시리즈의 일부로, 1998년 첫 에디션이 출판되었다. 비공식적으로 Latin-7 또는 Baltic Rim으로 호칭된다. 발트어파를 지원하기 위해 설계되었고 초기 ISO 8859-4와 ISO 8859-10에 존재하지 않는 폴란드어에 사용되는 문자들이 추가되었다. 이 둘과 달리 노르딕어군을 지원하지는 않는다. 초기 출판된 Windows-1257과 유사하다.
마이크로소프트는 코드 페이지 28603, 이른바 Windows-28603를 ISO-8859-13에 할당하였다. IBM은 코드 페이지 921을 ISO-8859-13에 할당하였다. ISO-IR 206은 A4 지점의 화폐 기호를 유로화 기호(€)로 대체한다.